# SHROOM3
SHROOM3‏ (Shroom family member 3) هوَ بروتين يُشَفر بواسطة جين SHROOM3 في الإنسان.